# 983
Năm 983 là một năm trong lịch Julius.

## Sinh
- Lê Trung Tông (黎中宗), vị hoàng đế thứ hai của nhà Tiền Lê. (m. 1005)